# آرثر غاردينر
آرثر غاردينر (بالإنجليزية: Arthur Gardiner)‏ هو سياسي أسترالي، ولد في 14 مارس 1876، وتوفي في 11 فبراير 1948. حزبياً، نشط في حزب العمال الأسترالي. وقد انتخب عضو الجمعية التشريعية نيو ساوث ويلز.